# Rosemarie Spies

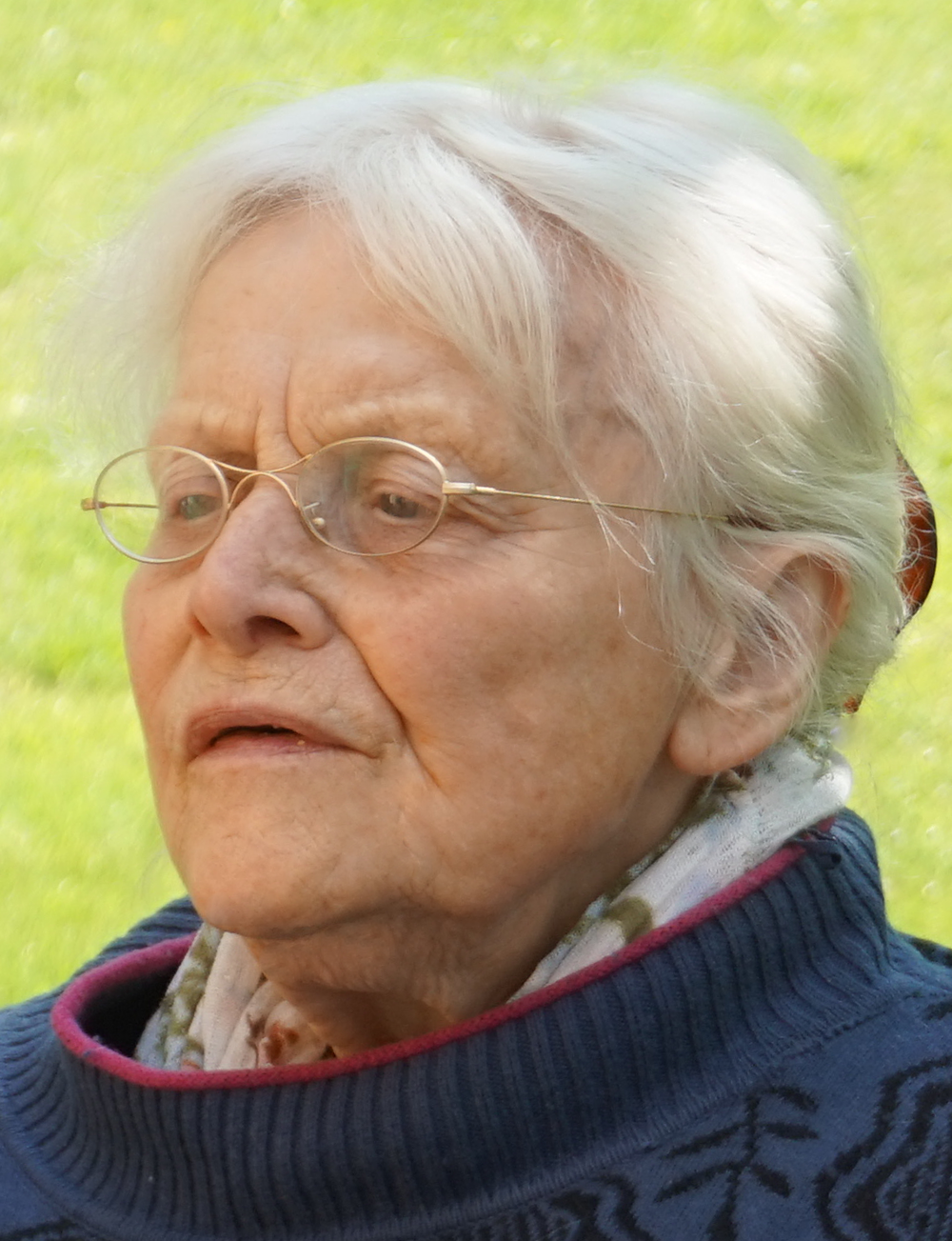
Rosemarie Spies, deutsche Keramikerin

Rosemarie Spies (geb. Lücke; * 19. Februar 1928 in Dortmund) ist eine deutsche Keramikerin.

## Leben und Werk

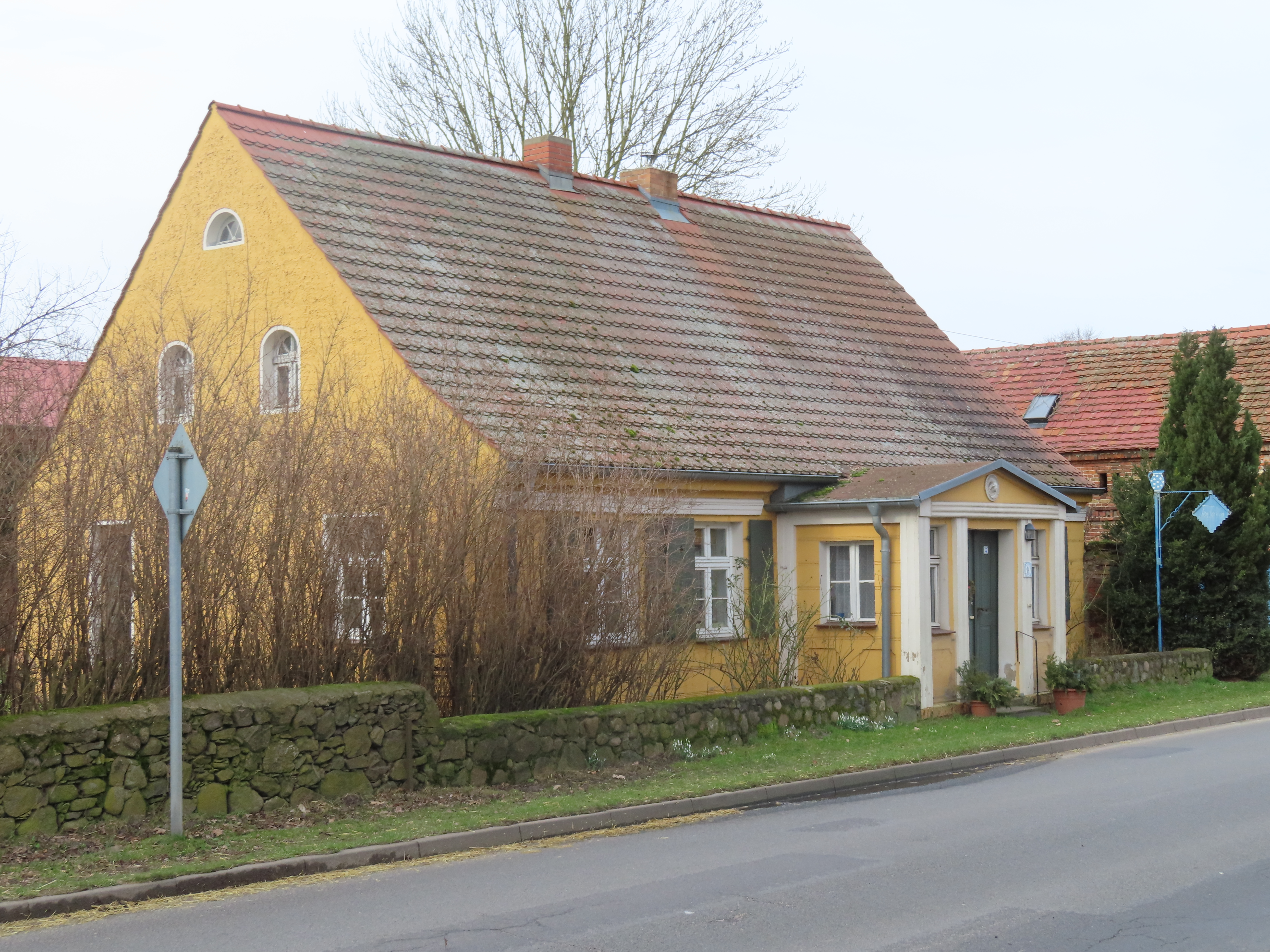
Vormaliges Wohnhaus von Rosemarie Spies in Birkholz

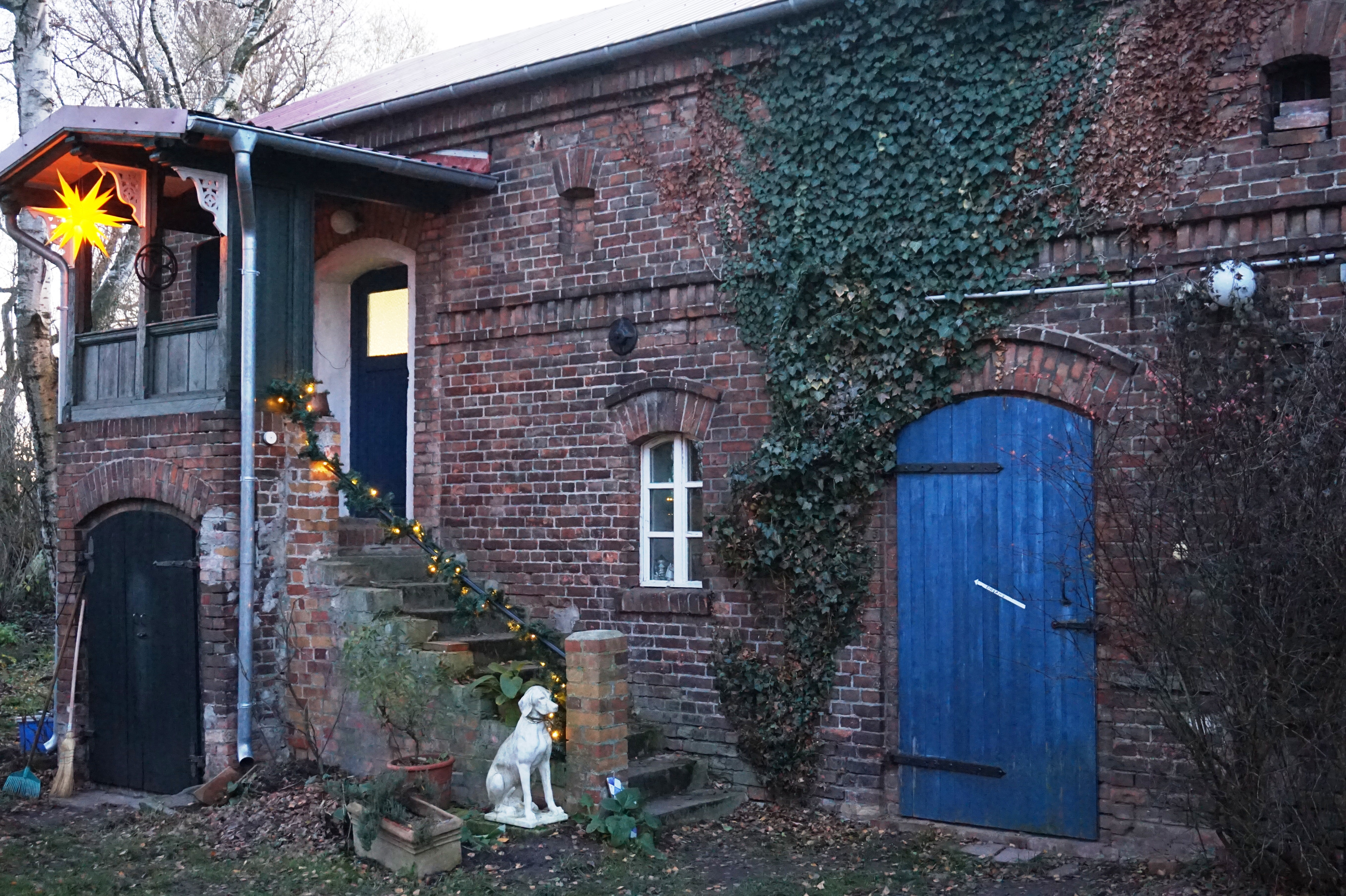
Das ehemalige Atelier von Rosemarie und Philine Spies

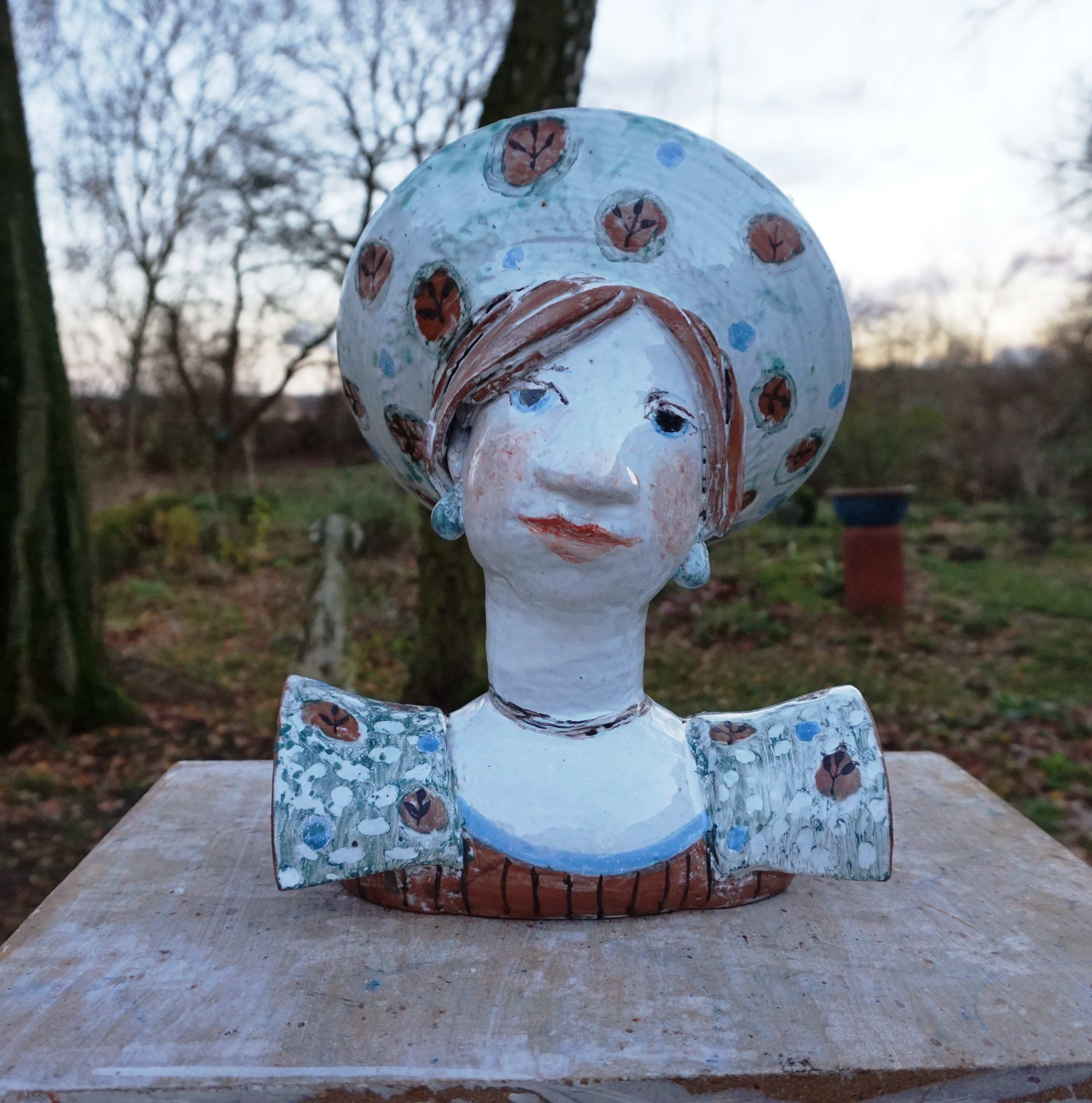
Keramikbüste, Werk von Rosemarie Spies (2016)

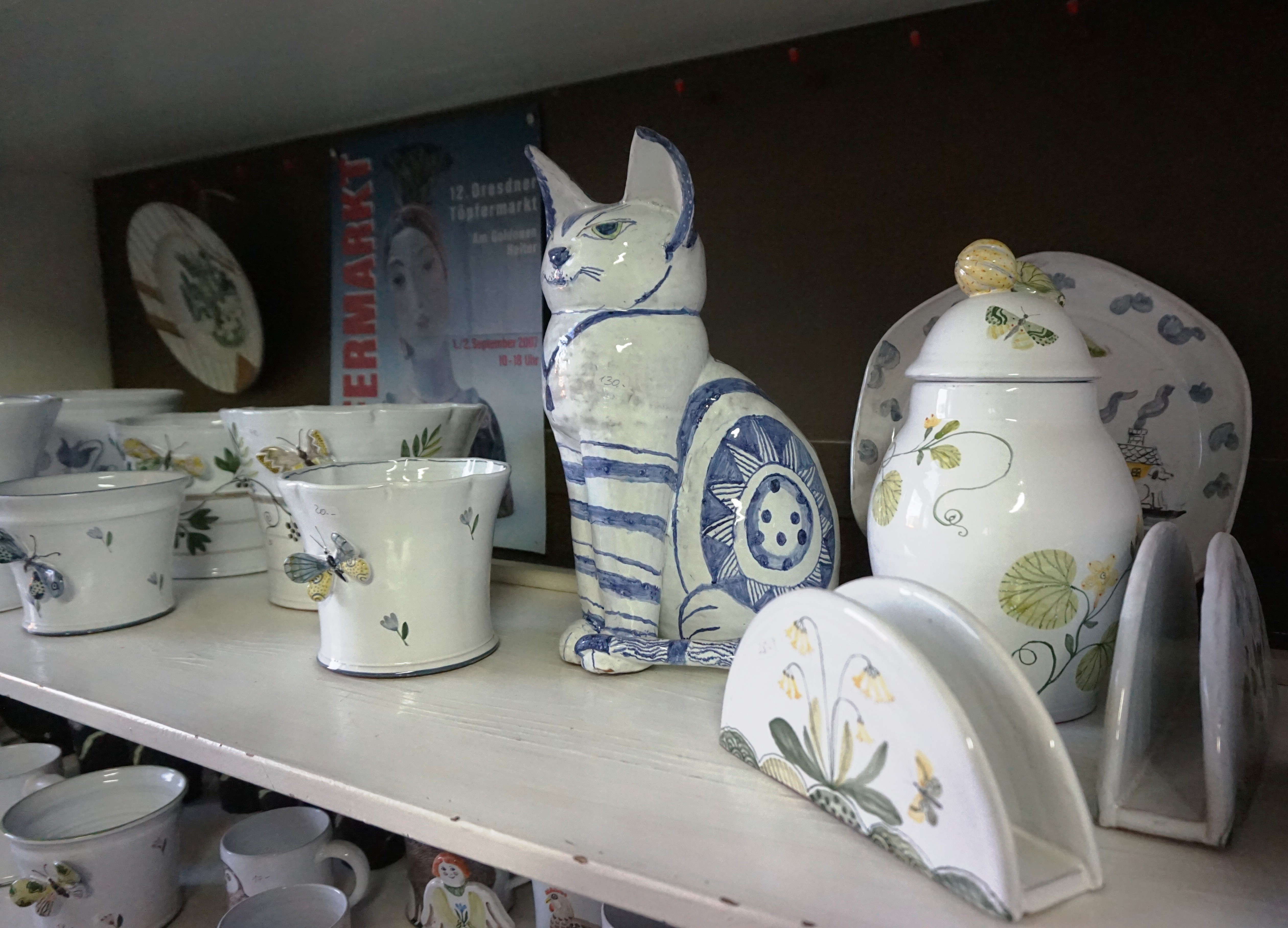
Werke von Rosemarie und Philine Spies

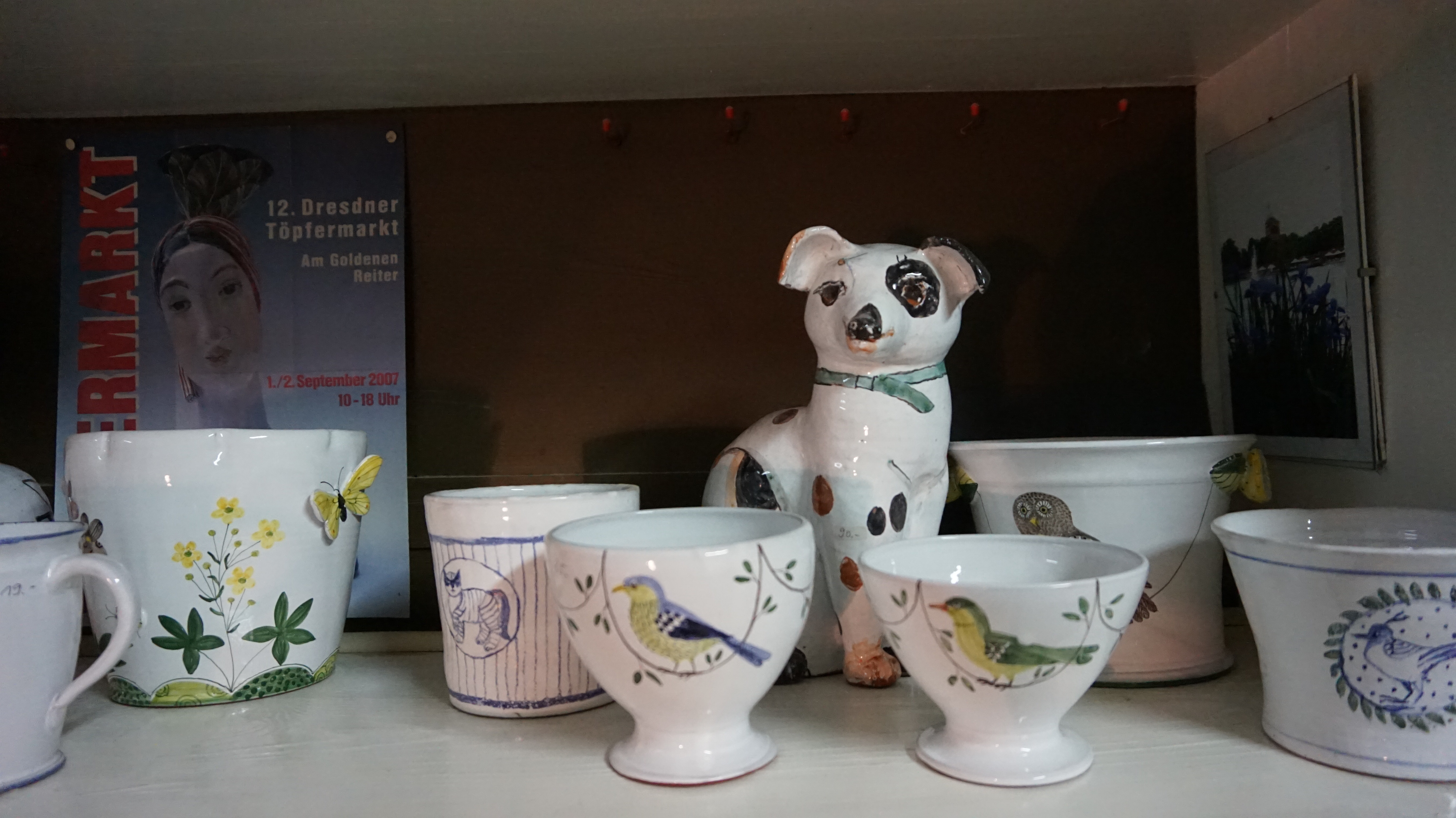
Werke von Rosemarie und Philine Spies im Atelierverkauf 2017

Der Vater von Rosemarie Spies, Karl Lücke, war ein Milchhändler in Dortmund-Brackel. Sie hatte drei Brüder. In Brackel besuchte sie auch die Volksschule. Die Familie zog 1937 nach Berlin. Rosemarie Spies besuchte in Berlin ein Lyzeum in Charlottenburg. Sie galt dort als „überbegabt“, und ihr Lehrer wollte, dass sie Lehrerin wird, was ihr aber nicht zusagte.
Ihr Vater wurde 1944 trotz gesundheitlicher Schäden zum Volkssturm eingezogen. Im selben Jahr kam Rosemarie Spies im Rahmen der Kinderlandverschickung nach Schlesien. In dem Lager herrschten schlechte Lebensbedingungen, und ihr Vater holte sie gegen den Widerstand der Behörden nach Berlin zurück. Die Mutter zog dann mit ihr und ihrem jüngsten Bruder zu einem Verwandten auf das Vorwerk Kleindrebnitz bei Bischofswerda. In Bischofswerda war Rosemarie Spies eines von mehreren Mädchen, die in Ermanglung einer Mädchenoberschule die Staatliche Oberschule für Jungen besuchten. Nach dem Ende des Krieges lief die Mutter mit den beiden Kindern auf der Autobahn nach Berlin zurück, wo sie dann bei der Enttrümmerung und Demontage der Fabrikanlagen von Siemens arbeitete.
Rosemarie Spies besuchte von 1947 bis 1949 in der Fachrichtung Malerei die Meisterschule für das Kunsthandwerk in Berlin-Charlottenburg.
Etwa 1948 heiratete sie Konstantin Spies, den Sohn des Komponisten Leo Spies, mit dem sie in Kleinmachnow lebte. Die Ehe wurde um 1953 geschieden. Über dessen Schwester, die Bühnen- und Kostümbildnerin Eugenie Sandberg (1923–1996), war sie mit Herbert Sandberg verschwägert.
Ab 1947 arbeitete sie neben ihrem Studium vorübergehend mit Herbert und Eugenie Sandberg an Bühnenbildern für Berliner Theater. Von 1949 bis 1952 studierte sie u. a. bei Max Kaus Malerei an der Berliner Hochschule der Künste. Gemeinsam mit ihrem Mann verbrachte sie öfter ihren Urlaub an der Ostsee in Ahrenshoop und machte dort persönliche Bekanntschaften u. a. mit Peter E. Erichson, Arnold Klünder und Fritz Koch-Gotha. 
Bei Klünder begeisterte sie sich für Keramik. Danach war sie Gasthörerin für Keramik bei Wolfgang Henze an der Kunsthochschule Berlin-Weißensee und hospitierte sie in der Keramikwerkstatt der Humboldt-Universität zu Berlin. An der Kunsthochschule fand sie in Rudolf Kaiser ein großes künstlerisches und menschliches Vorbild. Rosemarie Spies war auch befreundete mit Marianne Brandt.
Rosemarie Spies zog dann nach Ostberlin. Sie kaufte unter großen Anstrengungen einen Brennofen und arbeitete freischaffend als Keramikerin. Obwohl sie keinen akademischen Abschluss hat, wurde sie in den Verband Bildender Künstler der DDR aufgenommen, dem sie bis 1990 angehörte.
Auf der VII. Kunstausstellung der DDR 1972/1973 stellte Rosemarie Spies die Statuette Reiterin aus und 1977/1978 auf der VIII. Kunstausstellung der DDR zwei bemalte Platten aus Ton mit dem Titel Reliefskizzen. 1975 nahm sie am Internationalen Keramik-Symposium Römhild teil.
Als nach der deutschen Wiedervereinigung ungewiss war, ob sie ihre Wohnung und die Werkstatt in Berlin weiter halten könne, zog sie nach Bernau-Birkholz. Dort hatte sie mit Hilfe ihrer Kinder ein altes baufälliges Bauernhaus erworben, wo sie dann mit ihrer Tochter Philine Spies (1953–2023) in einer Werkstatt zusammenarbeitete. Sie fertigten vor allem auf der Töpferscheibe gedrehtes und mit floraler Fayence-Malerei versehenes Gebrauchsgeschirr und figürliche Arbeiten. Dabei brannten sie die Stücke bei 900 °C im Schrühbrand (Rohbrand) und bei 1080 °C im Glattbrand.
Keramische Arbeiten Rosemarie Spies’ befinden sich u. a. im Berliner Stadtmuseum.
Ihr Sohn Nikolaus Spies (1955–2019) betrieb in Altreetz eine Töpferei.

## Weitere Ausstellungen (unvollständig)
- 1967/1968: Dresden, VI. Deutsche Kunstausstellung
- 1976 und 1979: Berlin, Bezirkskunstausstellungen (Kunsthandwerk/Design)
- 1972: Berlin, Klub der Kulturschaffenden Johannes R. Becher (mit Dieter Groh, Annemarie Lange, Liselotte Lange und Ingeborg Voss)
- 1979: Berlin, Ausstellungszentrum am Fernsehturm („Kunst, Handwerk, Form, Gestaltung“)